# 50
Il 50 (L in numeri romani) è un anno  del I secolo.

## Eventi

### Impero romano
- L'imperatore Claudio, convinto dalla moglie Giulia Agrippina Augusta (originaria di quel luogo), costituisce la Colonia Claudia Ara Agrippinensium, quella che diventerà la futura città di Colonia.
- I Romani apprendono la fabbricazione e l'utilizzo del sapone dai Galli.
- Fondazione di un castellum sulla riva del fiume Reno corrispondente alla città di Utrecht (Paesi Bassi).
- Claudio procede all'adozione del giovane futuro imperatore Nerone.
- In Giudea un soldato romano si impossessa di un rotolo della Torah e lo brucia. Il procuratore Ventidio Cumano fa decapitare il colpevole dell'atto sacrilego. Per altri due decenni la Giudea sembra pacificata.
- Il governatore della Britannia Publio Ostorio Scapula comincia una campagna militare nel Galles meridionale contro i pericolosi Siluri, guidati dall'ex-principe dei Catuvellauni Carataco. In questo periodo vengono fondate Londinium (Londra, dove costruiscono un ponte sul fiume Tamigi), Isca Dumnoniorum (Exeter), Tripontium (nei pressi dell'odierna Rugby) e viene costruito il forte di Manduessedum (vicino alla moderna Atherstone).
- Gli Iazigi si insediano nella Grande pianura ungherese, ad est del fiume Tibisco.

### Asia
- Le diverse tribù di Tocari (che secondo alcuni storici coinciderebbero con gli Yuezhi) si uniscono sotto il comando di Kujula Kadphises: nasce l'impero Kusana, territorialmente situato fra l'Afghanistan e l'India settentrionale.

### America
- Data di completamento della costruzione della piramide maya Las Ventanas, che si trova nel sito archeologico di San Bartolo.

### Arti e scienze
- Erone di Alessandria inventa la turbina a vapore.
- Panfilo di Alessandria elabora una raccolta di lemmi per la poesia.
- L'esploratore greco Diogene scopre i Grandi Laghi africani.
- Tessalo di Tralles pone la distinzione fra malattie croniche e malattie acute.

## Nati
- Epitteto, filosofo greco († 130)
- Nerazio Prisco, militare, politico e giurista romano

## Morti
- Abgar V, sovrano

## Calendario
| Calendario 50 | Calendario 50 | Calendario 50 | Calendario 50 | Calendario 50 | Calendario 50 | Calendario 50 | Calendario 50 | Calendario 50 | Calendario 50 | Calendario 50 | Calendario 50 | Calendario 50 | Calendario 50 | Calendario 50 | Calendario 50 | Calendario 50 | Calendario 50 | Calendario 50 | Calendario 50 | Calendario 50 | Calendario 50 | Calendario 50 | Calendario 50 | Calendario 50 | Calendario 50 | Calendario 50 | Calendario 50 | Calendario 50 | Calendario 50 | Calendario 50 | Calendario 50 | Calendario 50 |
| ------------- | ------------- | ------------- | ------------- | ------------- | ------------- | ------------- | ------------- | ------------- | ------------- | ------------- | ------------- | ------------- | ------------- | ------------- | ------------- | ------------- | ------------- | ------------- | ------------- | ------------- | ------------- | ------------- | ------------- | ------------- | ------------- | ------------- | ------------- | ------------- | ------------- | ------------- | ------------- | ------------- |
|               | 1             | 2             | 3             | 4             | 5             | 6             | 7             | 8             | 9             | 10            | 11            | 12            | 13            | 14            | 15            | 16            | 17            | 18            | 19            | 20            | 21            | 22            | 23            | 24            | 25            | 26            | 27            | 28            | 29            | 30            | 31            |               |
| Gennaio       | Gi            | Ve            | Sa            | Do            | Lu            | Ma            | Me            | Gi            | Ve            | Sa            | Do            | Lu            | Ma            | Me            | Gi            | Ve            | Sa            | Do            | Lu            | Ma            | Me            | Gi            | Ve            | Sa            | Do            | Lu            | Ma            | Me            | Gi            | Ve            | Sa            |               |
| Febbraio      | Do            | Lu            | Ma            | Me            | Gi            | Ve            | Sa            | Do            | Lu            | Ma            | Me            | Gi            | Ve            | Sa            | Do            | Lu            | Ma            | Me            | Gi            | Ve            | Sa            | Do            | Lu            | Ma            | Me            | Gi            | Ve            | Sa            |               |               |               |               |
| Marzo         | Do            | Lu            | Ma            | Me            | Gi            | Ve            | Sa            | Do            | Lu            | Ma            | Me            | Gi            | Ve            | Sa            | Do            | Lu            | Ma            | Me            | Gi            | Ve            | Sa            | Do            | Lu            | Ma            | Me            | Gi            | Ve            | Sa            | Do            | Lu            | Ma            |               |
| Aprile        | Me            | Gi            | Ve            | Sa            | Do            | Lu            | Ma            | Me            | Gi            | Ve            | Sa            | Do            | Lu            | Ma            | Me            | Gi            | Ve            | Sa            | Do            | Lu            | Ma            | Me            | Gi            | Ve            | Sa            | Do            | Lu            | Ma            | Me            | Gi            |               |               |
| Maggio        | Ve            | Sa            | Do            | Lu            | Ma            | Me            | Gi            | Ve            | Sa            | Do            | Lu            | Ma            | Me            | Gi            | Ve            | Sa            | Do            | Lu            | Ma            | Me            | Gi            | Ve            | Sa            | Do            | Lu            | Ma            | Me            | Gi            | Ve            | Sa            | Do            |               |
| Giugno        | Lu            | Ma            | Me            | Gi            | Ve            | Sa            | Do            | Lu            | Ma            | Me            | Gi            | Ve            | Sa            | Do            | Lu            | Ma            | Me            | Gi            | Ve            | Sa            | Do            | Lu            | Ma            | Me            | Gi            | Ve            | Sa            | Do            | Lu            | Ma            |               |               |
| Luglio        | Me            | Gi            | Ve            | Sa            | Do            | Lu            | Ma            | Me            | Gi            | Ve            | Sa            | Do            | Lu            | Ma            | Me            | Gi            | Ve            | Sa            | Do            | Lu            | Ma            | Me            | Gi            | Ve            | Sa            | Do            | Lu            | Ma            | Me            | Gi            | Ve            |               |
| Agosto        | Sa            | Do            | Lu            | Ma            | Me            | Gi            | Ve            | Sa            | Do            | Lu            | Ma            | Me            | Gi            | Ve            | Sa            | Do            | Lu            | Ma            | Me            | Gi            | Ve            | Sa            | Do            | Lu            | Ma            | Me            | Gi            | Ve            | Sa            | Do            | Lu            |               |
| Settembre     | Ma            | Me            | Gi            | Ve            | Sa            | Do            | Lu            | Ma            | Me            | Gi            | Ve            | Sa            | Do            | Lu            | Ma            | Me            | Gi            | Ve            | Sa            | Do            | Lu            | Ma            | Me            | Gi            | Ve            | Sa            | Do            | Lu            | Ma            | Me            |               |               |
| Ottobre       | Gi            | Ve            | Sa            | Do            | Lu            | Ma            | Me            | Gi            | Ve            | Sa            | Do            | Lu            | Ma            | Me            | Gi            | Ve            | Sa            | Do            | Lu            | Ma            | Me            | Gi            | Ve            | Sa            | Do            | Lu            | Ma            | Me            | Gi            | Ve            | Sa            |               |
| Novembre      | Do            | Lu            | Ma            | Me            | Gi            | Ve            | Sa            | Do            | Lu            | Ma            | Me            | Gi            | Ve            | Sa            | Do            | Lu            | Ma            | Me            | Gi            | Ve            | Sa            | Do            | Lu            | Ma            | Me            | Gi            | Ve            | Sa            | Do            | Lu            |               |               |
| Dicembre      | Ma            | Me            | Gi            | Ve            | Sa            | Do            | Lu            | Ma            | Me            | Gi            | Ve            | Sa            | Do            | Lu            | Ma            | Me            | Gi            | Ve            | Sa            | Do            | Lu            | Ma            | Me            | Gi            | Ve            | Sa            | Do            | Lu            | Ma            | Me            | Gi            |               |